# Ponta Carimbala
Der Ponta Carimbala ist ein Kap im osttimoresischen Sucos Vatuboro (Gemeinde Liquiçá). Es befindet sich an der Nordwestspitze von Liquiçá, in der Aldeia Vaupu. Es bildet praktisch das nördliche Ende des Bergrückens des Foho Boroinionama.